# Ozarba leptocyma
Ozarba leptocyma är en fjärilsart som beskrevs av George Francis Hampson 1914. Ozarba leptocyma ingår i släktet Ozarba och familjen nattflyn. Inga underarter finns listade i Catalogue of Life.